# Pimp My Ride
Pimp My Ride is een televisieprogramma van MTV. In elke aflevering wordt een auto, die in slechte staat is, volledig opgeknapt en opgefleurd. De originele Amerikaanse versie werd gepresenteerd door rapper Xzibit.

## Programmaopzet
Een autobezitter uit Los Angeles (Californië) laat zien wat er zoal mankeert aan zijn auto en legt uit waarom deze nu een opknapbeurt verdient. De presentator bezoekt de autobezitter onverwacht, vertelt hem dat zijn auto is uitgekozen om volledig opgeknapt te worden en de auto wordt meegenomen naar de werkplaats van West Coast Customs (vanaf seizoen vijf Galpin Auto Sports). Een team van medewerkers maakt een plan tot verbetering van de auto. Hierbij wordt rekening gehouden met de interesses van de auto-eigenaar. De auto krijgt altijd een nieuwe verflaag, nieuwe wielen en veel nieuwe apparatuur. Eén of meerdere lcd-schermen zijn geen uitzondering. Opvallend is dat er vaak spullen bij de auto geleverd worden die niets met een auto te maken hebben (digitale camera's, spelcomputers). Vaak kost het opknappen meer dan een nieuwe auto, naar schatting meer dan 20.000 US dollar. Aan het einde van het programma komt de eigenaar van de auto naar de werkplaats, waar hij zijn gepimpte auto mag bezichtigen en in ontvangst nemen.

## Succes
Het programma is in veel landen het populairste programma van MTV. Een uitzondering hierop zijn de Verenigde Staten zelf, hier is het programma The Real World van MTV het populairst. In veel (Europese) landen zijn er spin-offs van de show op de televisie. MTV Duitsland zendt de programma's Pimp My Fahrrad en Pimp My Whatever. In het eerste programma worden fietsen opgeknapt, in het tweede worden diverse spullen opgeknapt. Ook MTV Italië zendt een soortgelijk programma uit, genaamd Pimp My Wheels. MTV Internationaal heeft in 2006 een eigen serie van Pimp my Ride gemaakt. In deze serie worden inwoners van Zweden, Nederland, Duitsland, Portugal, Polen en Frankrijk verrast met een metamorfose van hun oude barrel. Dit alles onder het goedkeurend oog van experts in de pimpin' game, Fat Joe en Lil’ Jon.
In Nederland werd het Nederlandstalige programma De Grote Beurt uitgezonden, dat qua format erg lijkt op dat van Pimp My Ride. Dit programma wordt echter (al sinds 2002) uitgezonden door Veronica dat geen banden heeft met MTV.